# Liste der Mitglieder der Baseball Hall of Fame
In der Liste der Mitglieder der Baseball Hall of Fame sind all deren Mitglieder chronologisch erfasst. Bei Spielern ist deren Position angegeben, bei anderen die jeweilige Funktion im Baseball.
| Jahr | Name                    | Position | Team                     | Karriere                                | Auswahl durch | Zustimmung | baseballhall.org |
| ---- | ----------------------- | -------- | ------------------------ | --------------------------------------- | ------------- | ---------- | ---------------- |
| 1936 | Ty Cobb                 | CF       | Detroit Tigers           | 1905–1928                               | BBWAA         | 98,23 %    |                  |
| 1936 | Walter Johnson          | P        | Washington Senators      | 1907–1927                               | BBWAA         | 83,63 %    |                  |
| 1936 | Christy Mathewson       | P        | New York Giants          | 1900–1916                               | BBWAA         | 90,71 %    |                  |
| 1936 | Babe Ruth               | RF       | New York Yankees         | 1914–1935                               | BBWAA         | 95,13 %    |                  |
| 1936 | Honus Wagner            | SS       | Pittsburgh Pirates       | 1897–1917                               | BBWAA         | 95,13 %    |                  |
| 1937 | Morgan Bulkeley         | EXEC     |                          | 1874–1876                               | VC            |            |                  |
| 1937 | Ban Johnson             | EXEC     |                          | 1900–1927                               | VC            |            |                  |
| 1937 | Nap Lajoie              | 2B       | Cleveland Indians        | 1896–1916                               | BBWAA         | 83,58 %    |                  |
| 1937 | Connie Mack             | MGR      | Philadelphia Athletics   | 1894–1950                               | VC            |            |                  |
| 1937 | John McGraw             | MGR      | New York Giants          | 1899 1901–1932                          | VC            |            |                  |
| 1937 | Tris Speaker            | CF       | Cleveland Indians        | 1907–1928                               | BBWAA         | 82,09 %    |                  |
| 1937 | George Wright           | PIO      |                          | 1867–1882                               | VC            |            |                  |
| 1937 | Cy Young                | P        | Cleveland Spiders        | 1890–1911                               | BBWAA         | 76,12 %    |                  |
| 1938 | Pete Alexander          | P        | Philadelphia Phillies    | 1911–1929                               | BBWAA         | 80,92 %    |                  |
| 1938 | Alexander Cartwright    | PIO      |                          |                                         | VC            |            |                  |
| 1938 | Henry Chadwick          | PIO      |                          |                                         | VC            |            |                  |
| 1939 | Cap Anson               | 1B       | Chicago White Stockings  | 1871–1897                               | VC            |            |                  |
| 1939 | Eddie Collins           | 2B       | Philadelphia Athletics   | 1906–1930                               | BBWAA         | 77,74 %    |                  |
| 1939 | Charles Comiskey        | EXEC/PIO |                          | 1900–1931                               | VC            |            |                  |
| 1939 | Candy Cummings          | EXEC     | Hartford Dark Blues      | 1872–1877                               | VC            |            |                  |
| 1939 | Buck Ewing              | C        | New York Gothams         | 1880–1897                               | VC            |            |                  |
| 1939 | Lou Gehrig              | 1B       | New York Yankees         | 1923–1939                               | BBWAA         |            |                  |
| 1939 | Willie Keeler           | RF       | New York Highlanders     | 1892–1910                               | BBWAA         | 75,55 %    |                  |
| 1939 | Charles Radbourn        | P        | Providence Grays         | 1881–1891                               | VC            |            |                  |
| 1939 | George Sisler           | 1B       | St. Louis Browns         | 1915–1922 1924–1930                     | BBWAA         | 85,77 %    |                  |
| 1939 | Albert Spalding         | EXEC/PIO |                          | 1871–1878                               | VC            |            |                  |
| 1942 | Rogers Hornsby          | 2B       | St. Louis Cardinals      | 1915–1937                               | BBWAA         | 78,11 %    |                  |
| 1944 | Kenesaw Mountain Landis | EXEC     |                          | 1920–1944                               | VC            |            |                  |
| 1945 | Roger Bresnahan         | C        | New York Giants          | 1897 1900–1915                          | VC            |            |                  |
| 1945 | Dan Brouthers           | 1B       | Buffalo Bisons           | 1879–1896 1904                          | VC            |            |                  |
| 1945 | Fred Clarke             | LF       | Pittsburgh Pirates       | 1894–1915                               | VC            |            |                  |
| 1945 | Jimmy Collins           | 3B       | Boston Red Sox           | 1895–1908                               | VC            |            |                  |
| 1945 | Ed Delahanty            | LF       | Philadelphia Phillies    | 1888–1903                               | VC            |            |                  |
| 1945 | Hugh Duffy              | CF       | Boston Beaneaters        | 1888–1906                               | VC            |            |                  |
| 1945 | Hughie Jennings         | SS       | Baltimore Orioles NL     | 1891–1918                               | VC            |            |                  |
| 1945 | King Kelly              | RF       | Chicago White Stockings  | 1878–1893                               | VC            |            |                  |
| 1945 | Jim O’Rourke            | LF       | New York Giants          | 1872–1893 1904                          | VC            |            |                  |
| 1945 | Wilbert Robinson        | MGR      | Brooklyn Dodgers         | 1902 1914–1931                          | VC            |            |                  |
| 1946 | Jesse Burkett           | LF       | Cleveland Spiders        | 1890–1905                               | VC            |            |                  |
| 1946 | Frank Chance            | 1B       | Chicago Cubs             | 1898–1914                               | VC            |            |                  |
| 1946 | Jack Chesbro            | P        | New York Yankees         | 1899–1909                               | VC            |            |                  |
| 1946 | Johnny Evers            | 2B       | Chicago Cubs             | 1902–1917 1922 1929                     | VC            |            |                  |
| 1946 | Clark Griffith          | EXEC/PIO |                          | 1891–1914                               | VC            |            |                  |
| 1946 | Tommy McCarthy          | RF       | Boston Beaneaters        | 1884–1896                               | VC            |            |                  |
| 1946 | Joe McGinnity           | P        | New York Giants          | 1899–1908                               | VC            |            |                  |
| 1946 | Eddie Plank             | P        | Philadelphia Athletics   | 1901–1917                               | VC            |            |                  |
| 1946 | Joe Tinker              | SS       | Chicago Cubs             | 1902–1916                               | VC            |            |                  |
| 1946 | Rube Waddell            | P        | Philadelphia Athletics   | 1897 1899–1910                          | VC            |            |                  |
| 1946 | Ed Walsh                | P        | Chicago White Sox        | 1904–1917                               | VC            |            |                  |
| 1947 | Mickey Cochrane         | C        | Detroit Tigers           | 1925–1937                               | BBWAA         | 79,50 %    |                  |
| 1947 | Frankie Frisch          | 2B       | St. Louis Cardinals      | 1919–1937                               | BBWAA         | 84,47 %    |                  |
| 1947 | Lefty Grove             | P        | Boston Red Sox           | 1925–1941                               | BBWAA         | 76,40 %    |                  |
| 1947 | Carl Hubbell            | P        | New York Giants          | 1928–1943                               | BBWAA         | 86,96 %    |                  |
| 1948 | Herb Pennock            | P        | New York Yankees         | 1912–1934                               | BBWAA         | 77,69 %    |                  |
| 1948 | Pie Traynor             | 3B       | Pittsburgh Pirates       | 1920–1935 1937                          | BBWAA         | 76,86 %    |                  |
| 1949 | Mordecai Brown          | P        | Chicago Cubs             | 1903–1916                               | VC            |            |                  |
| 1949 | Charlie Gehringer       | 2B       | Detroit Tigers           | 1924–1942                               | BBWAA         | 85,03 %    |                  |
| 1949 | Kid Nichols             | P        | Boston Beaneaters        | 1890–1901 1904–1906                     | VC            |            |                  |
| 1951 | Jimmie Foxx             | 1B       | Boston Red Sox           | 1925–1942 1944–1945                     | BBWAA         | 79,20 %    |                  |
| 1951 | Mel Ott                 | RF       | New York Giants          | 1926–1947                               | BBWAA         | 87,17 %    |                  |
| 1952 | Harry Heilmann          | RF       | Detroit Tigers           | 1914 1916–1931                          | BBWAA         | 86,75 %    |                  |
| 1952 | Paul Waner              | RF       | Pittsburgh Pirates       | 1926–1940                               | BBWAA         | 83,33 %    |                  |
| 1953 | Ed Barrow               | EXEC     |                          | 1921–1945                               | VC            |            |                  |
| 1953 | Chief Bender            | P        | Philadelphia Athletics   | 1903–1917 1925                          | VC            |            |                  |
| 1953 | Tom Connolly            | UMP      |                          | 1898–1931                               | VC            |            |                  |
| 1953 | Dizzy Dean              | P        | St. Louis Cardinals      | 1930 1932–1941 1947                     | BBWAA         | 79,17 %    |                  |
| 1953 | Bill Klem               | UMP      |                          | 1905–1941                               | VC            |            |                  |
| 1953 | Al Simmons              | LF       | Philadelphia Athletics   | 1924–1941 1943–1944                     | BBWAA         | 75,38 %    |                  |
| 1953 | Bobby Wallace           | SS       | St. Louis Browns         | 1894–1918                               | VC            |            |                  |
| 1953 | Harry Wright            | MGR      | Philadelphia Quakers     | 1871–1893                               | VC            |            |                  |
| 1954 | Bill Dickey             | C        | New York Yankees         | 1928–1943 1946                          | BBWAA         | 80,16 %    |                  |
| 1954 | Rabbit Maranville       | SS       | Boston Braves            | 1912–1933 1935                          | BBWAA         | 82,94 %    |                  |
| 1954 | Bill Terry              | 1B       | New York Giants          | 1923–1936                               | BBWAA         | 77,38 %    |                  |
| 1955 | Frank Baker             | 3B       | Philadelphia Athletics   | 1908–1914 1916–1919 1921–1922           | VC            |            |                  |
| 1955 | Joe DiMaggio            | CF       | New York Yankees         | 1936–1942 1946–1951                     | BBWAA         | 88,84 %    |                  |
| 1955 | Gabby Hartnett          | C        | Chicago Cubs             | 1922–1941                               | BBWAA         | 77,69 %    |                  |
| 1955 | Ted Lyons               | P        | Chicago White Sox        | 1923–1942 1946                          | BBWAA         | 86,45 %    |                  |
| 1955 | Ray Schalk              | C        | Chicago White Sox        | 1912–1929                               | VC            |            |                  |
| 1955 | Dazzy Vance             | P        | Brooklyn Dodgers         | 1915 1918 1922–1935                     | BBWAA         | 81,67 %    |                  |
| 1956 | Joe Cronin              | SS       | Boston Red Sox           | 1926–1945                               | BBWAA         | 78,76 %    |                  |
| 1956 | Hank Greenberg          | 1B       | Detroit Tigers           | 1930 1933–1941 1945–1947                | BBWAA         | 84,97 %    |                  |
| 1957 | Sam Crawford            | RF       | Detroit Tigers           | 1899–1917                               | VC            |            |                  |
| 1957 | Joe McCarthy            | MGR      | New York Yankees         | 1926–1946 1948–1950                     | VC            |            |                  |
| 1959 | Zack Wheat              | LF       | Brooklyn Dodgers         | 1909–1927                               | VC            |            |                  |
| 1961 | Max Carey               | CF       | Pittsburgh Pirates       | 1910–1929                               | VC            |            |                  |
| 1961 | Billy Hamilton          | CF       | Boston Beaneaters        | 1888–1901                               | VC            |            |                  |
| 1962 | Bob Feller              | P        | Cleveland Indians        | 1936–1941 1945–1956                     | BBWAA         | 93,75 %    |                  |
| 1962 | Bill McKechnie          | MGR      | Cincinnati Reds          | 1915 1922–1926 1928–1946                | VC            |            |                  |
| 1962 | Jackie Robinson         | 2B       | Brooklyn Dodgers         | 1945 1947–1956                          | BBWAA         | 77,50 %    |                  |
| 1962 | Edd Roush               | CF       | Cincinnati Reds          | 1913–1929 1931                          | VC            |            |                  |
| 1963 | John Clarkson           | P        | Boston Beaneaters        | 1882 1884–1894                          | VC            |            |                  |
| 1963 | Elmer Flick             | RF       | Cleveland Indians        | 1898–1910                               | VC            |            |                  |
| 1963 | Sam Rice                | RF       | Washington Senators      | 1915–1934                               | VC            |            |                  |
| 1963 | Eppa Rixey              | P        | Cincinnati Reds          | 1912–1917 1919–1933                     | VC            |            |                  |
| 1964 | Luke Appling            | SS       | Chicago White Sox        | 1930–1943 1945–1950                     | BBWAA         | 84,00 %    |                  |
| 1964 | Red Faber               | P        | Chicago White Sox        | 1914–1933                               | VC            |            |                  |
| 1964 | Burleigh Grimes         | P        | Brooklyn Dodgers         | 1916–1934                               | VC            |            |                  |
| 1964 | Miller Huggins          | MGR      | New York Yankees         | 1913–1929                               | VC            |            |                  |
| 1964 | Tim Keefe               | P        | New York Giants          | 1880–1893                               | VC            |            |                  |
| 1964 | Heinie Manush           | LF       | Washington Senators      | 1923–1939                               | VC            |            |                  |
| 1964 | John Ward               | SS       | New York Gothams         | 1878–1894                               | VC            |            |                  |
| 1965 | Pud Galvin              | P        | Buffalo Bisons           | 1875 1879–1892                          | VC            |            |                  |
| 1966 | Casey Stengel           | MGR      | New York Yankees         | 1934–1936 1938–1943 1946–1960 1962–1965 | VC            |            |                  |
| 1966 | Ted Williams            | LF       | Boston Red Sox           | 1939–1942 1946–1960                     | BBWAA         | 93,38 %    |                  |
| 1967 | Branch Rickey           | EXEC     |                          | 1925–1955                               | VC            |            |                  |
| 1967 | Red Ruffing             | P        | New York Yankees         | 1924–1942 1945–1947                     | BBWAA         | 86,93 %    |                  |
| 1967 | Lloyd Waner             | CF       | Pittsburgh Pirates       | 1927–1942 1944–1945                     | VC            |            |                  |
| 1968 | Kiki Cuyler             | RF       | Chicago Cubs             | 1921–1938                               | VC            |            |                  |
| 1968 | Goose Goslin            | LF       | Washington Senators      | 1921–1938                               | VC            |            |                  |
| 1968 | Joe Medwick             | LF       | St. Louis Cardinals      | 1932–1948                               | BBWAA         | 84,81 %    |                  |
| 1969 | Roy Campanella          | C        | Brooklyn Dodgers         | 1948–1957                               | BBWAA         | 79,41 %    |                  |
| 1969 | Stan Coveleski          | P        | Cleveland Indians        | 1912 1916–1928                          | VC            |            |                  |
| 1969 | Waite Hoyt              | P        | New York Yankees         | 1918–1938                               | VC            |            |                  |
| 1969 | Stan Musial             | LF       | St. Louis Cardinals      | 1941–1944 1946–1963                     | BBWAA         | 93,24 %    |                  |
| 1970 | Lou Boudreau            | SS       | Cleveland Indians        | 1938–1952                               | BBWAA         | 77,33 %    |                  |
| 1970 | Earle Combs             | CF       | New York Yankees         | 1924–1935                               | VC            |            |                  |
| 1970 | Ford Frick              | EXEC     |                          | 1934–1951 1951–1965                     | VC            |            |                  |
| 1970 | Jesse Haines            | P        | St. Louis Cardinals      | 1918 1920–1937                          | VC            |            |                  |
| 1971 | Dave Bancroft           | SS       | Philadelphia Phillies    | 1915–1930                               | VC            |            |                  |
| 1971 | Jake Beckley            | 1B       | Pittsburgh Pirates       | 1888–1907                               | VC            |            |                  |
| 1971 | Chick Hafey             | LF       | St. Louis Cardinals      | 1924–1935 1937                          | VC            |            |                  |
| 1971 | Harry Hooper            | RF       | Boston Red Sox           | 1909–1925                               | VC            |            |                  |
| 1971 | Joe Kelley              | LF       | Baltimore Orioles NL     | 1891–1906 1908                          | VC            |            |                  |
| 1971 | Rube Marquard           | P        | New York Giants          | 1908–1925                               | VC            |            |                  |
| 1971 | Satchel Paige           | P        | Kansas City Monarchs     | 1927–1953 1955 1965                     | NLC           |            |                  |
| 1971 | George Weiss            | EXEC     |                          | 1947–1966                               | VC            |            |                  |
| 1972 | Yogi Berra              | C        | New York Yankees         | 1946–1963 1965                          | BBWAA         | 85,61 %    |                  |
| 1972 | Josh Gibson             | C        | Homestead Grays          | 1930–1946                               | NLC           |            |                  |
| 1972 | Lefty Gomez             | P        | New York Yankees         | 1930–1943                               | VC            |            |                  |
| 1972 | Will Harridge           | EXEC     |                          | 1909–1925                               | VC            |            |                  |
| 1972 | Sandy Koufax            | P        | Los Angeles Dodgers      | 1955–1966                               | BBWAA         | 86,87 %    |                  |
| 1972 | Buck Leonard            | 1B       | Homestead Grays          | 1933–1950                               | NLC           | 77,78 %    |                  |
| 1972 | Early Wynn              | P        | Cleveland Indians        | 1939–1945 1946–1962                     | BBWAA         | 76,01 %    |                  |
| 1972 | Ross Youngs             | RF       | New York Giants          | 1917–1926                               | VC            |            |                  |
| 1973 | Roberto Clemente        | RF       | Pittsburgh Pirates       | 1955–1972                               | BBWAA         | 92,69 %    |                  |
| 1973 | Billy Evans             | UMP      |                          | 1906–1927                               | VC            |            |                  |
| 1973 | Monte Irvin             | LF       | Newark Eagles            | 1937–1942 1945–1956                     | NLC           | 75,00 %    |                  |
| 1973 | George Kelly            | 1B       | New York Giants          | 1915–1917 1919–1930 1932                | VC            |            |                  |
| 1973 | Warren Spahn            | P        | Milwaukee Braves         | 1942 1946–1965                          | BBWAA         | 82,89 %    |                  |
| 1973 | Mickey Welch            | P        | New York Giants          | 1880–1892                               | VC            |            |                  |
| 1974 | Cool Papa Bell          | CF       | St. Louis Stars          | 1922–1938 1942 1947–1950                | NLC           |            |                  |
| 1974 | Jim Bottomley           | 1B       | St. Louis Cardinals      | 1922–1937                               | VC            |            |                  |
| 1974 | Jocko Conlan            | UMP      |                          | 1941–1965                               | VC            |            |                  |
| 1974 | Whitey Ford             | P        | New York Yankees         | 1950 1953–1967                          | BBWAA         | 77,81 %    |                  |
| 1974 | Mickey Mantle           | CF       | New York Yankees         | 1951–1968                               | BBWAA         | 88,22 %    |                  |
| 1974 | Sam Thompson            | RF       | Philadelphia Phillies    | 1885–1898 1908                          | VC            |            |                  |
| 1975 | Earl Averill            | CF       | Cleveland Indians        | 1930–1941                               | VC            |            |                  |
| 1975 | Bucky Harris            | MGR      | Washington Senators      | 1924–1943 1947–1948 1950–1956           | VC            |            |                  |
| 1975 | Billy Herman            | 2B       | Chicago Cubs             | 1931–1943 1946–1947                     | VC            |            |                  |
| 1975 | Judy Johnson            | 3B       | Hilldale Daisies         | 1918–1937                               | NLC           |            |                  |
| 1975 | Ralph Kiner             | LF       | Pittsburgh Pirates       | 1946–1955                               | BBWAA         | 75,41 %    |                  |
| 1976 | Oscar Charleston        | CF       | Pittsburgh Crawfords     | 1915–1950 1954                          | NLC           |            |                  |
| 1976 | Roger Connor            | 1B       | New York Gothams         | 1880–1897                               | VC            |            |                  |
| 1976 | Cal Hubbard             | UMP      |                          | 1936–1951                               | VC            |            |                  |
| 1976 | Bob Lemon               | P        | Cleveland Indians        | 1946–1958                               | BBWAA         | 78,61 %    |                  |
| 1976 | Freddie Lindstrom       | 3B       | New York Giants          | 1924–1935                               | VC            |            |                  |
| 1976 | Robin Roberts           | P        | Philadelphia Phillies    | 1948–1966                               | BBWAA         | 86,86 %    |                  |
| 1977 | Ernie Banks             | SS       | Chicago Cubs             | 1953–1971                               | BBWAA         | 83,81 %    |                  |
| 1977 | Martín Dihigo           | P        | Cuban Stars (East)       | 1923–1931 1935–1936 1945                | NLC           | 87,50 %    |                  |
| 1977 | John Henry Lloyd        | SS       | New York Lincoln Giants  | 1906–1932                               | NLC           | 87,50 %    |                  |
| 1977 | Al Lopez                | MGR      | Cleveland Indians        | 1951–1965 1968–1969                     | VC            |            |                  |
| 1977 | Amos Rusie              | P        | New York Giants          | 1889–1895 1897–1898 1901                | VC            |            |                  |
| 1977 | Joe Sewell              | SS       | Cleveland Indians        | 1920–1933                               | VC            |            |                  |
| 1978 | Addie Joss              | P        | Cleveland Indians        | 1902–1910                               | VC            |            |                  |
| 1978 | Larry MacPhail          | EXEC     |                          | 1933–1942 1945–1947                     | VC            |            |                  |
| 1978 | Eddie Mathews           | 3B       | Milwaukee Braves         | 1952–1968                               | BBWAA         | 79,42 %    |                  |
| 1979 | Warren Giles            | EXEC/PIO |                          | 1937–1951 1951–1969                     | VC            |            |                  |
| 1979 | Willie Mays             | CF       | San Francisco Giants     | 1951–1952 1954–1973                     | BBWAA         | 94,68 %    |                  |
| 1979 | Hack Wilson             | CF       | Chicago Cubs             | 1923–1934                               | VC            |            |                  |
| 1980 | Al Kaline               | RF       | Detroit Tigers           | 1953–1974                               | BBWAA         | 88,31 %    |                  |
| 1980 | Chuck Klein             | RF       | Philadelphia Phillies    | 1928–1944                               | VC            |            |                  |
| 1980 | Duke Snider             | CF       | Brooklyn Dodgers         | 1947–1964                               | BBWAA         | 86,49 %    |                  |
| 1980 | Tom Yawkey              | EXEC     |                          | 1933–1976                               | VC            |            |                  |
| 1981 | Rube Foster             | MGR      | Chicago American Giants  | 1902–1926                               | VC            |            |                  |
| 1981 | Bob Gibson              | P        | St. Louis Cardinals      | 1959–1975                               | BBWAA         | 84,04 %    |                  |
| 1981 | Johnny Mize             | 1B       | St. Louis Cardinals      | 1936–1942 1946–1953                     | VC            |            |                  |
| 1982 | Hank Aaron              | RF       | Milwaukee Braves         | 1954–1976                               | BBWAA         | 97,83 %    |                  |
| 1982 | Happy Chandler          | EXEC     |                          | 1945–1951                               | VC            |            |                  |
| 1982 | Travis Jackson          | SS       | New York Giants          | 1922–1936                               | VC            |            |                  |
| 1982 | Frank Robinson          | RF       | Baltimore Orioles        | 1956–1976                               | BBWAA         | 89,16 %    |                  |
| 1983 | Walter Alston           | MGR      | Los Angeles Dodgers      | 1954–1976                               | VC            |            |                  |
| 1983 | George Kell             | 3B       | Detroit Tigers           | 1943–1957                               | VC            |            |                  |
| 1983 | Juan Marichal           | P        | San Francisco Giants     | 1960–1975                               | BBWAA         | 83,69 %    |                  |
| 1983 | Brooks Robinson         | 3B       | Baltimore Orioles        | 1955–1977                               | BBWAA         | 91,98 %    |                  |
| 1984 | Luis Aparicio           | SS       | Chicago White Sox        | 1956–1973                               | BBWAA         | 84,62 %    |                  |
| 1984 | Don Drysdale            | P        | Los Angeles Dodgers      | 1956–1969                               | BBWAA         | 78,41 %    |                  |
| 1984 | Rick Ferrell            | C        | Boston Red Sox           | 1929–1945 1947                          | VC            |            |                  |
| 1984 | Harmon Killebrew        | 1B       | Minnesota Twins          | 1954–1975                               | BBWAA         | 83,13 %    |                  |
| 1984 | Pee Wee Reese           | SS       | Brooklyn Dodgers         | 1940–1942 1946–1958                     | VC            |            |                  |
| 1985 | Lou Brock               | LF       | St. Louis Cardinals      | 1961–1979                               | BBWAA         | 79,75 %    |                  |
| 1985 | Enos Slaughter          | RF       | St. Louis Cardinals      | 1938–1959                               | VC            |            |                  |
| 1985 | Arky Vaughan            | SS       | Pittsburgh Pirates       | 1932–1943 1947–1948                     | VC            |            |                  |
| 1985 | Hoyt Wilhelm            | P        | New York Giants          | 1952–1972                               | BBWAA         | 83,80 %    |                  |
| 1986 | Bobby Doerr             | 2B       | Boston Red Sox           | 1937–1944 1946–1951                     | VC            |            |                  |
| 1986 | Ernie Lombardi          | C        | Cincinnati Reds          | 1931–1947                               | VC            |            |                  |
| 1986 | Willie McCovey          | 1B       | San Francisco Giants     | 1959–1980                               | BBWAA         | 81,41 %    |                  |
| 1987 | Ray Dandridge           | 3B       | Newark Eagles            | 1933–1939 1942 1944 1949                | VC            |            |                  |
| 1987 | Catfish Hunter          | P        |                          | 1965–1979                               | BBWAA         | 76,27 %    |                  |
| 1987 | Billy Williams          | LF       | Chicago Cubs             | 1959–1976                               | BBWAA         | 85,71 %    |                  |
| 1988 | Willie Stargell         | LF       | Pittsburgh Pirates       | 1962–1982                               | BBWAA         | 82,44 %    |                  |
| 1989 | Al Barlick              | UMP      |                          | 1940–1943 1946–1955 1958–1971           | VC            |            |                  |
| 1989 | Johnny Bench            | C        | Cincinnati Reds          | 1967–1983                               | BBWAA         | 96,42 %    |                  |
| 1989 | Red Schoendienst        | 2B       | St. Louis Cardinals      | 1945–1963                               | VC            |            |                  |
| 1989 | Carl Yastrzemski        | LF       | Boston Red Sox           | 1961–1983                               | BBWAA         | 94,63 %    |                  |
| 1990 | Joe Morgan              | 2B       | Cincinnati Reds          | 1963–1984                               | BBWAA         | 81,76 %    |                  |
| 1990 | Jim Palmer              | P        | Baltimore Orioles        | 1965–1984                               | BBWAA         | 92,57 %    |                  |
| 1991 | Rod Carew               | 2B       | Minnesota Twins          | 1967–1985                               | BBWAA         | 90,52 %    |                  |
| 1991 | Ferguson Jenkins        | P        | Chicago Cubs             | 1965–1983                               | BBWAA         | 75,40 %    |                  |
| 1991 | Tony Lazzeri            | 2B       | New York Yankees         | 1926–1939                               | VC            |            |                  |
| 1991 | Gaylord Perry           | P        | San Francisco Giants     | 1962–1983                               | BBWAA         | 77,20 %    |                  |
| 1991 | Bill Veeck              | EXEC     |                          | 1946–1949 1951–1953 1959–1961 1975–1980 | VC            |            |                  |
| 1992 | Rollie Fingers          | P        | Oakland Athletics        | 1968–1982 1984–1985                     | BBWAA         | 81,16 %    |                  |
| 1992 | Bill McGowan            | UMP      |                          | 1925–1954                               | VC            |            |                  |
| 1992 | Hal Newhouser           | P        | Detroit Tigers           | 1939–1955                               | VC            |            |                  |
| 1992 | Tom Seaver              | P        | New York Mets            | 1967–1986                               | BBWAA         | 98,84 %    |                  |
| 1993 | Reggie Jackson          | RF       | New York Yankees         | 1967–1987                               | BBWAA         | 93,62 %    |                  |
| 1994 | Steve Carlton           | P        | Philadelphia Phillies    | 1965–1988                               | BBWAA         | 95,82 %    |                  |
| 1994 | Leo Durocher            | MGR      | Brooklyn Dodgers         | 1939–1946 1948–1955 1966–1973           | VC            |            |                  |
| 1994 | Phil Rizzuto            | SS       | New York Yankees         | 1941–1942 1946–1956                     | VC            |            |                  |
| 1995 | Richie Ashburn          | CF       | Philadelphia Phillies    | 1948–1962                               | VC            |            |                  |
| 1995 | Leon Day                | P        | Newark Eagles            | 1934–1939 1941–1943 1946 1949–1950      | VC            |            |                  |
| 1995 | William Hulbert         | EXEC     |                          | 1876–1882                               | VC            |            |                  |
| 1995 | Mike Schmidt            | 3B       | Philadelphia Phillies    | 1972–1989                               | BBWAA         | 96,52 %    |                  |
| 1995 | Vic Willis              | P        | Boston Braves            | 1898–1910                               | VC            |            |                  |
| 1996 | Jim Bunning             | P        | Philadelphia Phillies    | 1955–1971                               | VC            |            |                  |
| 1996 | Bill Foster             | P        | Chicago American Giants  | 1923–1938                               | VC            |            |                  |
| 1996 | Ned Hanlon              | MGR      | Baltimore Orioles NL     | 1889–1890 1892–1907                     | VC            |            |                  |
| 1996 | Earl Weaver             | MGR      | Baltimore Orioles        | 1968–1982 1985–1986                     | VC            |            |                  |
| 1997 | Nellie Fox              | 2B       | Chicago White Sox        | 1947–1965                               | VC            |            |                  |
| 1997 | Tommy Lasorda           | MGR      | Los Angeles Dodgers      | 1976–1996                               | VC            |            |                  |
| 1997 | Phil Niekro             | P        | Atlanta Braves           | 1964–1987                               | BBWAA         | 80,34 %    |                  |
| 1997 | Willie Wells            | SS       | St. Louis Stars          | 1923 1924–1936 1942 1944–1948           | VC            |            |                  |
| 1998 | George Davis            | SS       | New York Giants          | 1890–1909                               | VC            |            |                  |
| 1998 | Larry Doby              | CF       | Cleveland Indians        | 1942–1943 1946–1959                     | VC            |            |                  |
| 1998 | Lee MacPhail            | EXEC     |                          | 1958–1984                               | VC            |            |                  |
| 1998 | Bullet Rogan            | P        | Kansas City Monarchs     | 1917 1920–1938                          | VC            |            |                  |
| 1998 | Don Sutton              | P        | Los Angeles Dodgers      | 1966–1988                               | BBWAA         | 81,60 %    |                  |
| 1999 | George Brett            | 3B       | Kansas City Royals       | 1973–1993                               | BBWAA         | 98,19 %    |                  |
| 1999 | Orlando Cepeda          | 1B       | San Francisco Giants     | 1958–1974                               | VC            |            |                  |
| 1999 | Nestor Chylak           | UMP      |                          | 1954–1978                               | VC            |            |                  |
| 1999 | Nolan Ryan              | P        | Texas Rangers            | 1966 1968–1993                          | BBWAA         | 98,79 %    |                  |
| 1999 | Frank Selee             | MGR      | Boston Beaneaters        | 1890 1892–1905                          | VC            |            |                  |
| 1999 | Cyclone Joe Williams    | P        | New York Lincoln Giants  | 1910–1932                               | VC            |            |                  |
| 1999 | Robin Yount             | SS       | Milwaukee Brewers        | 1974–1993                               | BBWAA         | 77,46 %    |                  |
| 2000 | Sparky Anderson         | MGR      | Cincinnati Reds          | 1970–1995                               | VC            |            |                  |
| 2000 | Carlton Fisk            | C        | Boston Red Sox           | 1969 1971–1993                          | BBWAA         | 79,56 %    |                  |
| 2000 | Bid McPhee              | 2B       | Cincinnati Red Stockings | 1882–1899                               | VC            |            |                  |
| 2000 | Tony Pérez              | 1B       | Cincinnati Reds          | 1964–1986                               | BBWAA         | 77,15 %    |                  |
| 2000 | Turkey Stearnes         | CF       | Detroit Stars            | 1920–1942 1945                          | VC            |            |                  |
| 2001 | Bill Mazeroski          | 2B       | Pittsburgh Pirates       | 1956–1972                               | VC            |            |                  |
| 2001 | Kirby Puckett           | CF       | Minnesota Twins          | 1984–1995                               | BBWAA         | 82,14 %    |                  |
| 2001 | Dave Winfield           | RF       | San Diego Padres         | 1973–1980                               | BBWAA         | 84,47 %    |                  |
| 2001 | Hilton Smith            | P        | Kansas City Monarchs     | 1932–1948                               | VC            |            |                  |
| 2002 | Ozzie Smith             | SS       | St. Louis Cardinals      | 1978–1996                               | BBWAA         | 91,74 %    |                  |
| 2003 | Gary Carter             | C        | Montreal Expos           | 1974–1992                               | BBWAA         | 78,02 %    |                  |
| 2003 | Eddie Murray            | 1B       | Baltimore Orioles        | 1977–1997                               | BBWAA         | 85,28 %    |                  |
| 2004 | Dennis Eckersley        | P        | Oakland Athletics        | 1975–1998                               | BBWAA         | 83,20 %    |                  |
| 2004 | Paul Molitor            | 3B       | Milwaukee Brewers        | 1978–1998                               | BBWAA         | 85,20 %    |                  |
| 2005 | Wade Boggs              | 3B       | Boston Red Sox           | 1982–1999                               | BBWAA         | 91,86 %    |                  |
| 2005 | Ryne Sandberg           | 2B       | Chicago Cubs             | 1981–1994 1996–1997                     | BBWAA         | 76,16 %    |                  |
| 2006 | Ray Brown               | P        | Homestead Grays          | 1931–1945                               | SCNL          |            |                  |
| 2006 | Willard Brown           | CF       | Kansas City Monarchs     | 1935–1950                               | SCNL          |            |                  |
| 2006 | Andy Cooper             | P        |                          | 1920–1941                               | SCNL          |            |                  |
| 2006 | Frank Grant             | 2B       |                          | 1886–1903                               | SCNL          |            |                  |
| 2006 | Pete Hill               | CF       |                          | 1899–1926                               | SCNL          |            |                  |
| 2006 | Biz Mackey              | C        |                          | 1920–1947                               | SCNL          |            |                  |
| 2006 | Effa Manley*            | EXEC     |                          | 1935–1948                               | SCNL          |            |                  |
| 2006 | José Méndez             | P        | Cuban Stars              | 1908–1926                               | SCNL          |            |                  |
| 2006 | Alex Pompez             | EXEC     |                          | 1916–1950                               | SCNL          |            |                  |
| 2006 | Cumberland Posey        | EXEC     | Homestead Grays          | 1920–1946                               | SCNL          |            |                  |
| 2006 | Louis Santop            | C        |                          | 1909–1926                               | SCNL          |            |                  |
| 2006 | Mule Suttles            | 1B       | Newark Eagles            | 1921 1923–1944                          | SCNL          |            |                  |
| 2006 | Ben Taylor              | 1B       | Indianapolis ABCs        | 1908–1929                               | SCNL          |            |                  |
| 2006 | Cristóbal Torriente     | CF       |                          | 1913–1928                               | SCNL          |            |                  |
| 2006 | Sol White               | PIO      |                          |                                         | SCNL          |            |                  |
| 2006 | J.L. Wilkinson          | EXEC     | Kansas City Monarchs     | 1912–1948                               | SCNL          |            |                  |
| 2006 | Jud Wilson              | 3B       | Philadelphia Stars       | 1922–1945                               | SCNL          |            |                  |
| 2006 | Bruce Sutter            | P        | St. Louis Cardinals      | 1976–1988                               | BBWAA         | 76,90 %    |                  |
| 2007 | Tony Gwynn              | RF       | San Diego Padres         | 1982–2001                               | BBWAA         | 97,61 %    |                  |
| 2007 | Cal Ripken Jr           | SS       | Baltimore Orioles        | 1981–2001                               | BBWAA         | 98,53 %    |                  |
| 2008 | Barney Dreyfuss         | EXEC/PIO |                          | 1899–1932                               | VC            | 83,33 %    |                  |
| 2008 | Rich Gossage            | P        | New York Yankees         | 1972–1989 1991–1994                     | BBWAA         | 85,82 %    |                  |
| 2008 | Bowie Kuhn              | EXEC     |                          | 1969–1984                               | VC            | 83,33 %    |                  |
| 2008 | Walter O’Malley         | EXEC     |                          | 1950–1979                               | VC            | 75,00 %    |                  |
| 2008 | Billy Southworth        | MGR      | St. Louis Cardinals      | 1929 1940–1951                          | VC            | 81,25 %    |                  |
| 2008 | Dick Williams           | MGR      | Oakland Athletics        | 1967–1969 1971–1988                     | VC            | 81,25 %    |                  |
| 2009 | Joe Gordon              | 2B       | New York Yankees         | 1938–1950                               | VC            | 83,33 %    |                  |
| 2009 | Rickey Henderson        | LF       | Oakland Athletics        | 1979–2003                               | BBWAA         | 94,81 %    |                  |
| 2009 | Jim Rice                | LF       | Boston Red Sox           | 1974–1989                               | BBWAA         | 76,44 %    |                  |
| 2010 | Doug Harvey             | UMP      |                          | 1962–1992                               | VC            | 93,75 %    |                  |
| 2010 | Whitey Herzog           | MGR      | St. Louis Cardinals      | 1973–1990                               | VC            | 87,50 %    |                  |
| 2010 | Andre Dawson            | OF       | Montreal Expos           | 1977–1996                               | BBWAA         | 77,9 %     |                  |
| 2011 | Roberto Alomar          | 2B       | Toronto Blue Jays        | 1988–2004                               | BBWAA         | 90,0 %     |                  |
| 2011 | Bert Blyleven           | P        | Minnesota Twins          | 1970–1992                               | BBWAA         | 79,7 %     |                  |
| 2011 | Pat Gillick             | EXEC     |                          | 1978–2008                               | VC            | 81,3 %     |                  |
| 2012 | Barry Larkin            | SS       | Cincinnati Reds          | 1986–2004                               | BBWAA         | 86,4 %     |                  |
| 2012 | Ron Santo               | 3B       | Chicago Cubs             | 1960–1974                               | VC            | 93,75 %    |                  |
| 2013 | Hank O’Day              | UMP      |                          | 1895–1927                               | VC            | 93,8 %     |                  |
| 2013 | Jacob Ruppert           | EXEC     |                          | 1915–1938                               | VC            | 93,8 %     |                  |
| 2013 | Deacon White            | 3B       | Buffalo Bisons (NL)      | 1871–1890                               | VC            | 87,5 %     |                  |
| 2014 | Bobby Cox               | MGR      | Atlanta Braves           | 1978–2010                               | VC            | 100 %      |                  |
| 2014 | Tom Glavine             | P        | Atlanta Braves           | 1987–2008                               | BBWAA         | 91,94 %    |                  |
| 2014 | Tony La Russa           | MGR      |                          | 1979–2011                               | VC            | 100 %      |                  |
| 2014 | Greg Maddux             | P        |                          | 1986–2008                               | BBWAA         | 97,19 %    |                  |
| 2014 | Frank Thomas            | DH       | Chicago White Sox        | 1990–2008                               | BBWAA         | 83,71 %    |                  |
| 2014 | Joe Torre               | MGR      | New York Yankees         | 1977–2010                               | VC            | 100 %      |                  |
| 2015 | Craig Biggio            | 2B       | Houston Astros           | 1988–2007                               | BBWAA         | 82,7 %     |                  |
| 2015 | Randy Johnson           | P        | Arizona Diamondbacks     | 1988–2009                               | BBWAA         | 97,3 %     |                  |
| 2015 | Pedro Martinez          | P        | Boston Red Sox           | 1992–2009                               | BBWAA         | 91,1 %     |                  |
| 2015 | John Smoltz             | P        | Atlanta Braves           | 1988–2009                               | BBWAA         | 82,9 %     |                  |
| 2016 | Ken Griffey junior      | OF       | Seattle Mariners         | 1989–2010                               | BBWAA         | 99,3 %     |                  |
| 2016 | Mike Piazza             | C        | New York Mets            | 1992–2008                               | BBWAA         | 83,0 %     |                  |
| 2017 | Jeff Bagwell            | 1B       | Houston Astros           | 1991–2005                               | BBWAA         | 86,2 %     |                  |
| 2017 | Tim Raines              | LF       | Montreal Expos           | 1979–2002                               | BBWAA         | 86,0 %     |                  |
| 2017 | Iván Rodríguez          | C        | Texas Rangers            | 1991–2011                               | BBWAA         | 76,0 %     |                  |
| 2017 | John Schuerholz         | EXEC     |                          | 1981–                                   | VC            | 100 %      |                  |
| 2017 | Bud Selig               | EXEC     |                          | 1998–2015                               | VC            | 93,75 %    |                  |
| 2018 | Vladimir Guerrero       | RF       | Anaheim Angels           | 1996–2011                               | BBWAA         | 92,89 %    |                  |
| 2018 | Trevor Hoffman          | P        | San Diego Padres         | 1993–2010                               | BBWAA         | 79,85 %    |                  |
| 2018 | Chipper Jones           | 3B       | Atlanta Braves           | 1993, 1995–2012                         | BBWAA         | 97,16 %    |                  |
| 2018 | Jim Thome               | 1B       | Cleveland Indians        | 1991–2012                               | BBWAA         | 89,81 %    |                  |
| 2018 | Jack Morris             | P        | Detroit Tigers           | 1977–1994                               | VC            | 87,5 %     |                  |
| 2018 | Alan Trammell           | SS       | Detroit Tigers           | 1977–1996                               | VC            | 81,25 %    |                  |
| 2019 | Mariano Rivera          | P        | New York Yankees         | 1995–2013                               | BBWAA         | 100 %      |                  |
| 2019 | Edgar Martínez          | DH       | Seattle Mariners         | 1987–2004                               | BBWAA         | 85,4 %     |                  |
| 2019 | Roy Halladay            | P        | Toronto Blue Jays        | 1998–2013                               | BBWAA         | 85,4 %     |                  |
| 2019 | Mike Mussina            | P        | Baltimore Orioles        | 1991–2008                               | BBWAA         | 76,7 %     |                  |
| 2019 | Lee Smith               | P        | Chicago Cubs             | 1980–1997                               | VC            | 100 %      |                  |
| 2019 | Harold Baines           | DH       | Chicago White Sox        | 1980–2001                               | VC            | 75 %       |                  |
| 2020 | Derek Jeter             | SS       | New York Yankees         | 1995–2014                               | BBWAA         | 99,75 %    |                  |
| 2020 | Larry Walker            | RF       | Colorado Rockies         | 1989–2005                               | BBWAA         | 76,57 %    |                  |
| 2020 | Ted Simmons             | C        | St. Louis Cardinals      | 1968–1988                               | VC            | 81,3 %     |                  |
| 2020 | Marvin Miller           | EXEC     |                          | 1966–1982                               | VC            | 75 %       |                  |
| 2022 | David Ortiz             | DH       | Boston Red Sox           | 1997–2016                               | BBWAA         | 77,9 %     |                  |
| 2022 | Bud Fowler              | EXEC     |                          | 1878–1898                               | VC            | 75 %       |                  |
| 2022 | Gil Hodges              | 1B       | Brooklyn Dodgers         | 1943, 1947–1963                         | VC            | 75 %       |                  |
| 2022 | Jim Kaat                | P        | Minnesota Twins          | 1959–1983                               | VC            | 75 %       |                  |
| 2022 | Minnie Miñoso           | LF       | Chicago White Sox        | 1946–1980                               | VC            | 87,5 %     |                  |
| 2022 | Buck O’Neil             | EXEC     | Kansas City Monarchs     | 1937–1948                               | VC            | 81,3 %     |                  |
| 2022 | Tony Oliva              | RF       | Minnesota Twins          | 1962–1976                               | VC            | 75 %       |                  |
| 2023 | Fred McGriff            | 1B       | Atlanta Braves           | 1986–2004                               | VC            | 100 %      |                  |
| 2023 | Scott Rolen             | 3B       |                          | 1997–2012                               | BBWAA         | 79,3 %     |                  |
| 2024 | Adrián Beltré           | 3B       | Texas Rangers            | 1998–2016                               | BBWAA         | 95,1 %     |                  |
| 2024 | Todd Helton             | 1B       | Colorado Rockies         | 1997–2013                               | BBWAA         | 79,7 %     |                  |
| 2024 | Joe Mauer               | C        | Minnesota Twins          | 2004–2018                               | BBWAA         | 76,1 %     |                  |
| 2024 | Jim Leyland             | MGR      | Detroit Tigers           | 1986–1999 2008–2013                     | VC            | 93,8 %     |                  |
| 2025 | CC Sabathia             | P        |                          | 2001–2019                               | BBWAA         | 86,8 %     |                  |
| 2025 | Ichirō Suzuki           | RF       |                          | 2001–2019                               | BBWAA         | 99,7 %     |                  |
| 2025 | Billy Wagner            | P        |                          | 1995–2010                               | BBWAA         | 82,5 %     |                  |
| 2025 | Dick Allen              | 1B       |                          | 1963–1977                               | VC            | 81,3 %     |                  |
| 2025 | Dave Parker             | RF       |                          | 1973–1991                               | VC            | 87,5 %     |                  |

* Mit Effa Manley wurde erstmals eine Frau in die Hall of Fame gewählt.
| Erklärung | Erklärung                                      |
| --------- | ---------------------------------------------- |
| Jahr      | Jahr der Aufnahme in die Baseball Hall of Fame |
| EXEC      | Funktionär                                     |
| MGR       | Manager bzw. Coach                             |
| PIO       | Pionier des Baseballs                          |
| UMP       | Umpires                                        |
| BBWAA     | Baseball Writers Association of America        |
| VC        | Veterans Committee                             |
| NLC       | Veterans Committee für die Negro Leagues       |
| SCNL      | spezielles Komitee für die Negro Leagues       |
| P         | Pitcher                                        |
| C         | Catcher                                        |
| 1B        | First Baseman                                  |
| 2B        | Second Baseman                                 |
| 3B        | Third Baseman                                  |
| SS        | Shortstop                                      |
| LF        | Left Fielder                                   |
| CF        | Center Fielder                                 |
| RF        | Right Fielder                                  |
| DH        | Designated Hitter                              |